# Deutscher Turm (Lima)

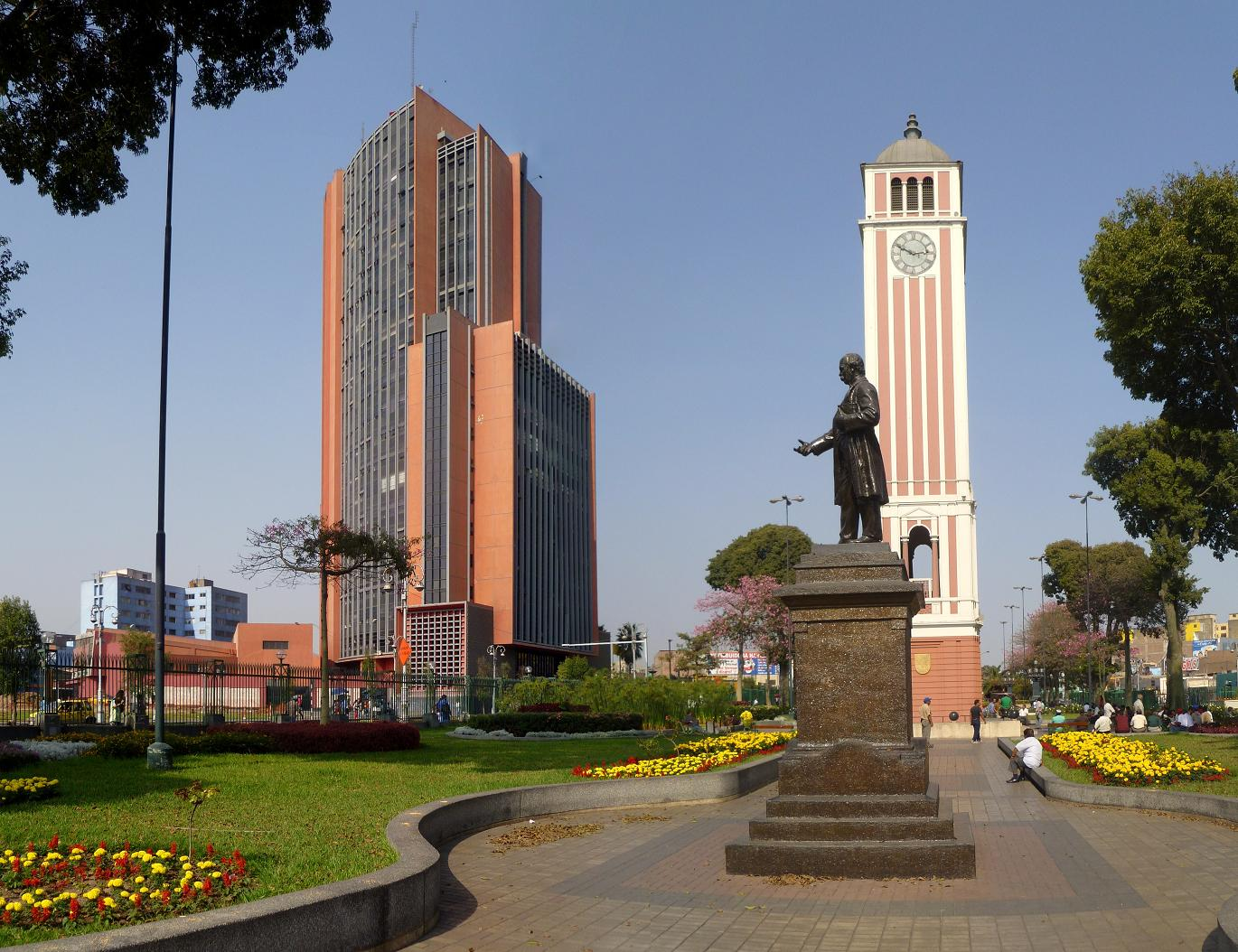
Der Deutsche Turm im Parque Universitario

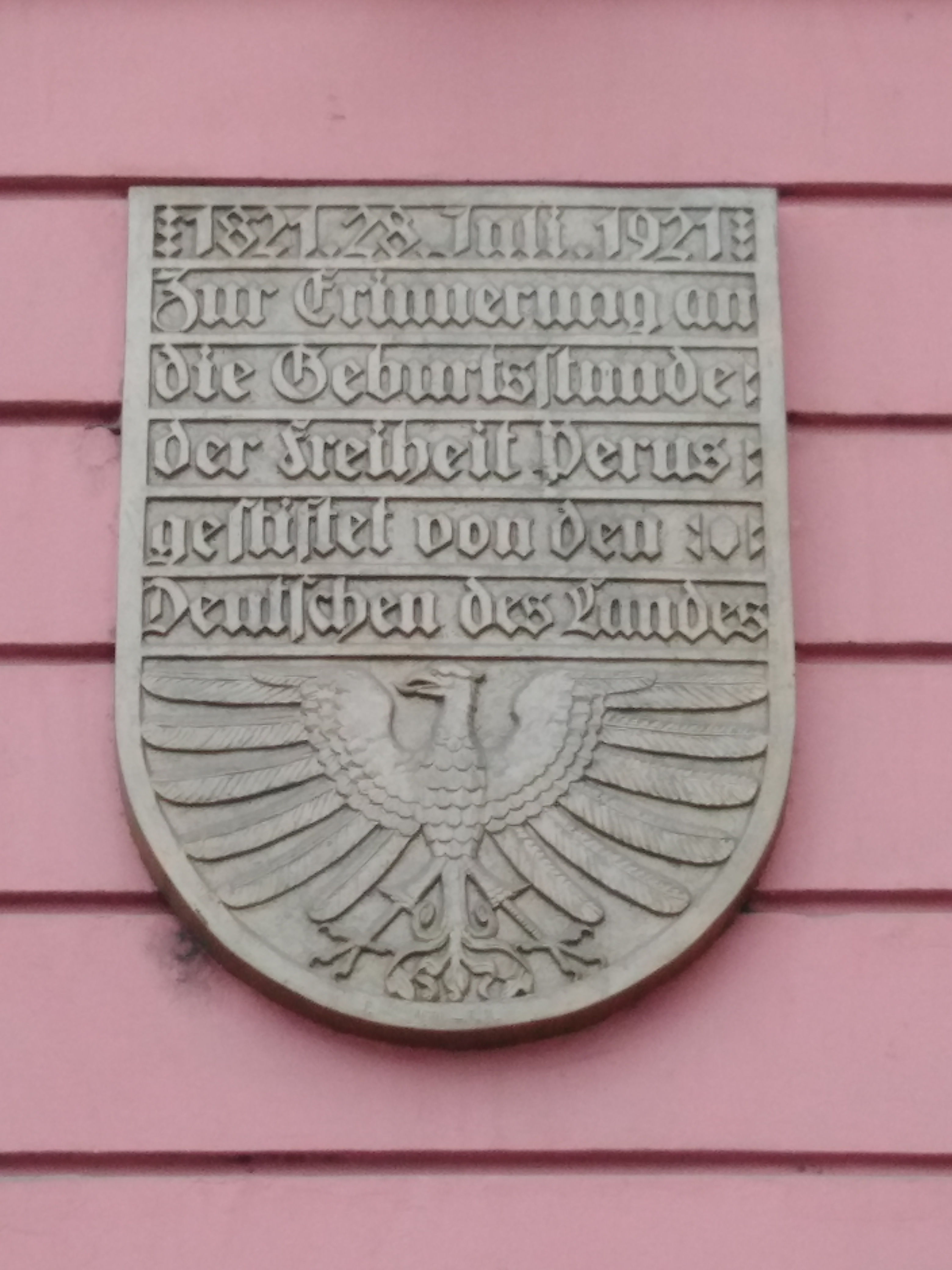
Widmungstafel am Torre Alemana

Der Deutsche Turm (spanisch Torre Alemana), auch Torre del Reloj (Uhrturm) genannt, ist ein 29 Meter hoher gemauerter Uhrturm in Lima. Er steht vor dem Kulturzentrum „La Casona“ der Nationaluniversität San Marcos an der Kreuzung Avenida Abancay und Avenida Nicolás de Piérola im historischen Zentrum der peruanischen Hauptstadt.

## Geschichte
Er wurde von den in Peru lebenden Deutschen anlässlich des 100-jährigen Jahrestages der Unabhängigkeit Perus am 28. Juli 1921 dem peruanischen Volk geschenkt. Die feierliche Grundsteinlegung erfolgte am 30. Juli 1921 unter Beisein des Erzbischofs von Lima, Monseñor Emilio Lisson, sowie des deutschen Botschafters Hans Paul von Humboldt-Dachroeden und des Bürgermeisters der Stadt Lima. Die Einweihung des fertigen Turmes erfolgte am 10. Juli 1923.

Architekt war der aus Hamburg stammende Friedrich Jordan Barkholtz, dessen Bruder in der peruanischen Provinz Chanchamayo lebte.

## Inschrift und Uhr
Über dem Eingang zum Turm ist die Inschrift „La colonia alemana a la República del Perú en el primer centenario de su independencia 1821–1921“ im Türsturz angebracht, darüber ein Soldatenkopf mit Stahlhelm. Auf der Rückseite befindet sich eine Bronzetafel mit der deutschen Inschrift „1821 . 28. Juli . 1921 Zur Erinnerung an die Geburtsstunde der Freiheit Perus gestiftet von den Deutschen des Landes“.

Um 12 Uhr und 18 Uhr spielt das Glockenspiel der Turmuhr die 1. Strophe der peruanischen Nationalhymne. Es wurde zusammen mit der Uhr mehrfach generalüberholt, zuletzt 2001 auf Veranlassung der Brüder Horst und Günther Hippauf und mit Unterstützung der peruanischen Niederlassung von Faber-Castell, deren Direktor Hippauf war.